# Iván Gallego
Iván Gallego Vela (Tarrasa, 13 de febrero de 1984 - ) es un jugador español de waterpolo.

## Clubes
- Club Natació Sabadell ( España)

## Títulos
Como jugador de la selección española
- Plata en el Campeonato del Mundo de Roma de 2009
- Plata en los juegos del Mediterráneo Pescara 2009
- 5º en los juegos olímpicos de Pekín 2008
- 7º en el Campeonato de Europa de Málaga 2008
- Bronce en el Campeonato del Mundo de Melbourne de 2007
- 4º en el Campeonato de Europa Juvenil. Lünen 2000